# Dame en blanc au jardin
La Dame en blanc au jardin est un tableau de Monet conservé au musée de l'Ermitage de Saint-Pétersbourg et composé en 1867. 
Il représente sur la gauche une dame (sa cousine Jeanne-Marguerite Lecadre) à l'ombrelle vêtue de blanc, au début de l'été dans le jardin familial à Sainte-Adresse. L'accent est mis sur le parterre de fleurs rouges du jardin, au centre, sous un rosier blanc en tige que la jeune femme, légèrement de dos, contemple. La lumière vient de la gauche et le fond de la toile est composée d'une haie ombragée d'arbres. Au fond à droite, le début d'une roseraie se laisse deviner.

## Autres représentations du jardin de Saint-Adresse
| Tableau | Titre                              | Date | Dimensions  | Lieu d’exposition                    |
| ------- | ---------------------------------- | ---- | ----------- | ------------------------------------ |
|         | Jardin en fleurs, à Sainte-Adresse | 1866 | 65 × 64 cm  | musée Fabre (Montpellier)            |
|         | Terrasse à Sainte-Adresse          | 1867 | 98 × 130 cm | Metropolitan Museum of Art, New York |
|         | Jardin en fleurs à Sainte-Adresse  | 1868 | 65 × 54 cm  | Musée d'Orsay, Paris                 |